# Брачное агентство (фильм)
«Брачное агентство» — французский кинофильм режиссёра Жан-Поля ле Шануа с Луи де Фюнесом.

## Сюжет
Получив в наследство брачное агентство, новый владелец, ранее презрительно относившийся к этому роду деятельности, постепенно начинает открывать для себя его позитивные стороны.

## В ролях
- Луи де Фюнес — мсье Шарль
- Бернар Блие — скромный клерк банка
- Филипп Нуаре — прохожий
- Жан д'Ид — отец